# فرودگاه شهری آراپهو
فرودگاه شهری آراپهو (به انگلیسی: Arapahoe Municipal Airport) یک فرودگاه همگانی بهره‌برداری هوایی با کد یاتا AHF است که یک باند فرود آسفالت دارد و طول باند آن ۹۱۴ متر است. این فرودگاه در کشور ایالات متحده آمریکا قرار دارد و در ارتفاع ۶۹۲ متری از سطح دریا واقع شده است.